# اوة جق (صمصاد)
اوة جق (بالكردية: Tûzik‏) (بالتركية: Ovacık)‏ هي قرية كرديّة تتبع إداريّاً لمديرية صمصاد في محافظة أديامان التركية، بلغ عدد سكانها 116 نسمة في عام 2021.